# 钨酸钾
钨酸钾是钾的一种钨酸盐，化学式K2WO4。钾的其它钨酸盐包括K0.33WO3.165和重钨酸钾K2W2O7。

## 制备
钨酸钾可由钨酸钙与氟化钾反应得到：
{\displaystyle {\ce {CaWO4 + 2KF -> K2WO4 + CaF2}}}
它也可由钨酸与焦硫酸钾的反应产生：
{\displaystyle {\ce {WO3 + K2S2O7 -> K2WO4 + 2SO3}}}

## 性质
钨酸钾是无色无臭固体，可溶于水。它存在二水合物。在常温常压下，钨酸钾是单斜晶系的晶体，空间群C2/m（No. 12）。钨酸钾在375 °C和455 °C时都会发生相变，后者会产生六方晶系，空间群P63/mmc（No. 194）的晶体。钨酸钾在高压下也会相变，产生另一种单斜晶系晶体。